# Kaloa
Kaloa is een geslacht van rechtvleugeligen uit de familie veldsprinkhanen (Acrididae). De wetenschappelijke naam van dit geslacht is voor het eerst geldig gepubliceerd in 1909 door Bolívar.

## Soorten
Het geslacht Kaloa  is monotypisch en omvat slechts de volgende soort:
- Kaloa tabellifera (Bolívar, 1909)